# A Pena (Valverde)
A Pena es una aldea española actualmente despoblada, que forma parte de la parroquia de Valverde, del municipio de Monforte de Lemos, en la provincia de Lugo, Galicia.

## Localización
Se encuentra a una altitud de 350 metros sobre el nivel del mar, al este de Valverde. 

## Demografía
| Gráfica de evolución demográfica de A Pena entre 2000 y 2020 |
|                                                              |
| Datos según el nomenclátor publicado por el INE.             |